# Substituție nucleofilă aromatică

Substituție nucleofilă aromatică:
X=halogen, (Nu:)=nucleofil

Substituția nucleofilă aromatică (SNAr) este un tip de reacție chimică organică prin care un nucleofil substituie un anumit grup de pe nucleul aromatic, precum halogenura. 
Forma generală a acestui tip de reacție este:
ArX + Y:- → ArY + X:-

## Mecanisme de reacție
- Mecanismul SNAr (adiție-eliminare):

- Mecanismul SN1Ar întâlnit la sărurile de diazoniu:

- Mecanismul cu formarea intermediarului de benzin (radical arin)